# Pseudodiaptomus nankauriensis
Pseudodiaptomus nankauriensis is een eenoogkreeftjessoort uit de familie van de Pseudodiaptomidae. De wetenschappelijke naam van de soort is voor het eerst geldig gepubliceerd in 1977 door Roy.